# Slieve League
Slieve League, a także Slieve Leag lub Slieve Liag (irl. Sliabh Liag, co znaczy szara góra) – góra i wybrzeże klifowe na południowo-zachodnim wybrzeżu hrabstwa Donegal w Irlandii nad Oceanem Atlantyckim.

## Klify
Slieve League to również nazwa odcinka wybrzeża klifowego ciągnącego się na zachód od góry Slieve League do miejsca zwanego Malin Beg w okolicy Glencolmcille. Wysokie na 601 m klify Slieve League, mimo że mniej sławne niż klify Moheru w hrabstwie Clare, są od nich prawie trzy razy wyższe. Są to najwyższe klify na wyspie, drugie co do wysokości klify w Irlandii (najwyższe klify to Croaghaun na wyspie Achill) i szóste w Europie.

## Fauna i flora
Fauna Slieve League jest uboga i ograniczona do owiec wypasanych na tych terenach. Można tutaj spotkać również dzikie króliki, a z ptaków – mewy i sokoły.
Łańcuch górski jest prawie całkowicie porośnięty trawą i wrzosami, ale rośnie też tutaj m.in. goryczka zwaną gencjaną.

## Historia
Irlandia mimo neutralności podczas II wojny światowej, miała popisane umowy z alianckimi sojusznikami. Jedną z nich był korytarz powietrzny nad Donegal. Alianckie samoloty startujące z Enniskillen w Irlandii Północnej w kierunku Atlantyku mogły przelatywać nad terytorium Irlandii. Aby pomóc w nawigacji w kilku miejscach wzdłuż irlandzkiego wybrzeża ułożono z białych kamieni słowa „ÉIRE”. Fragmenty jednego z nich zobaczyć można na Sliabh Liag obok punktu widokowego przy parkingu.

Mapa okolic Slieve League z zaznaczonymi punktami widokowymi

## Galeria

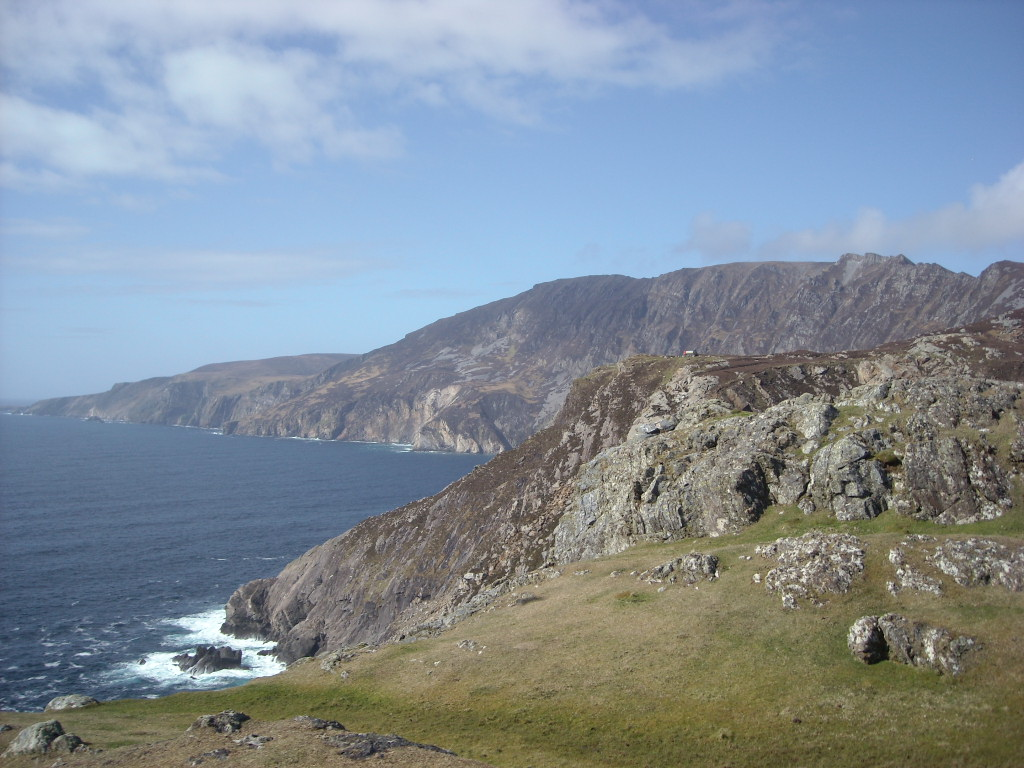
Widok ze Slieve League w kierunku ruin wieży. (1 – na mapie)
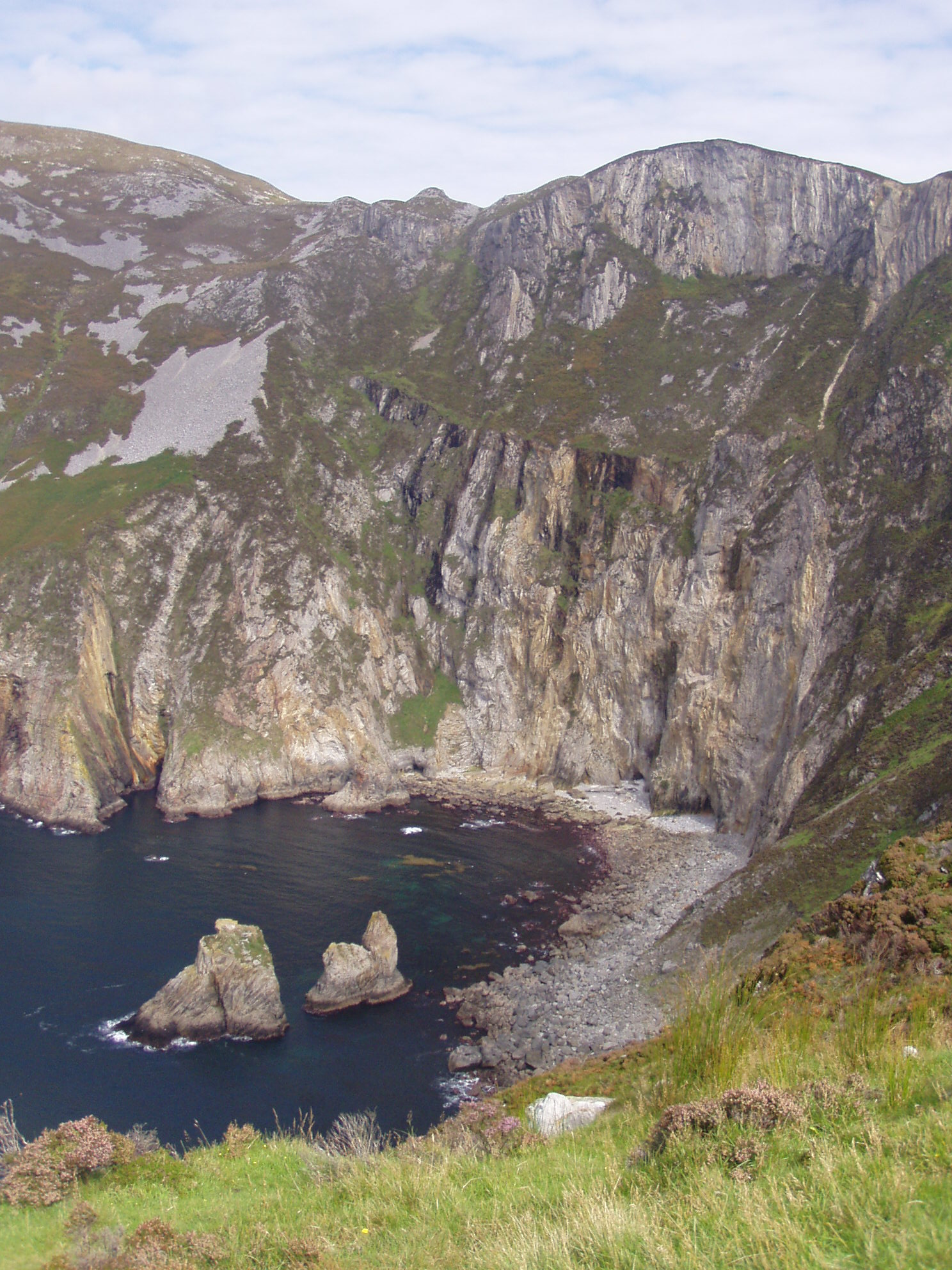
Bun Glas tzw. „stół i krzesło olbrzyma”. (3 – na mapie)
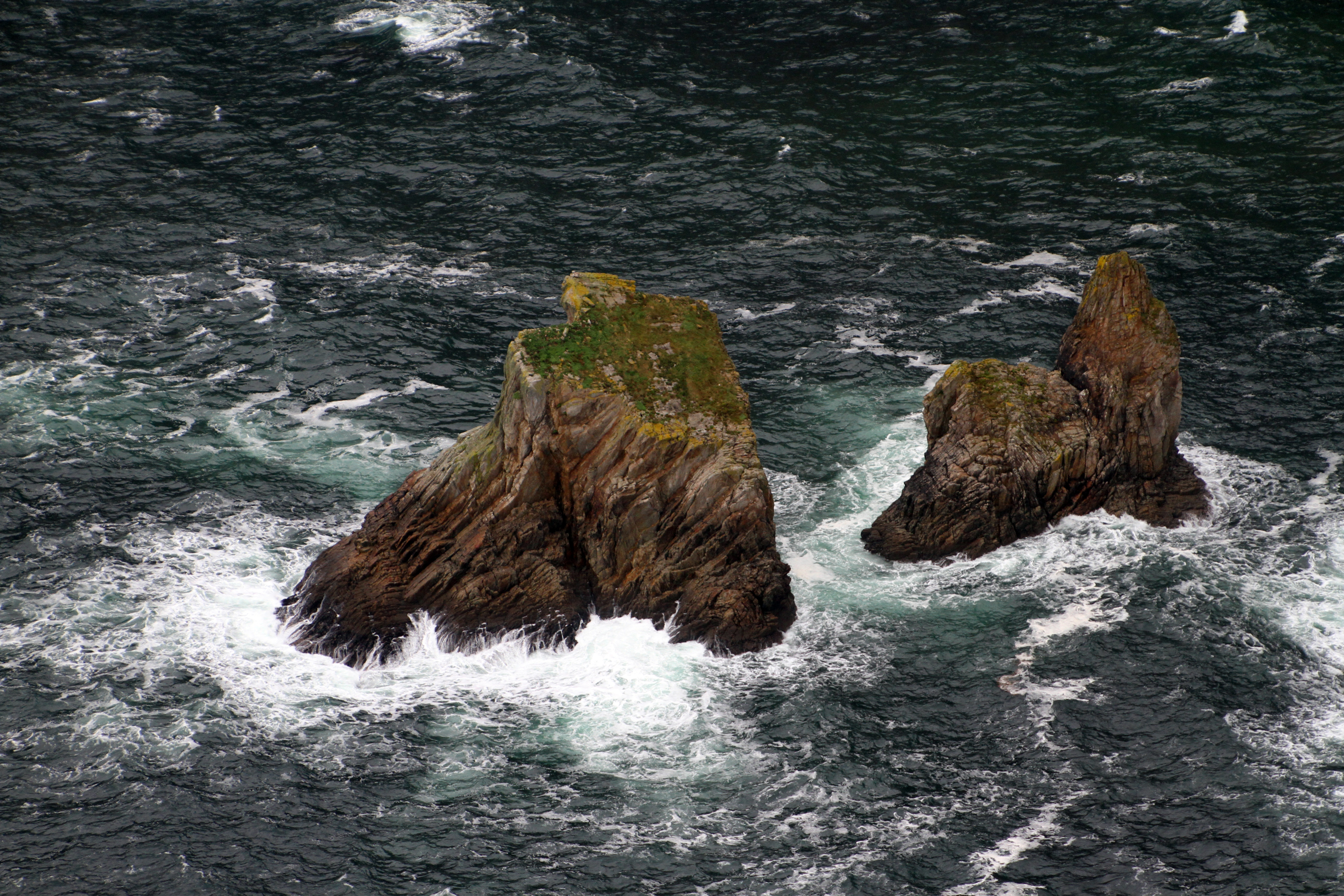
Stół i krzesło olbrzyma
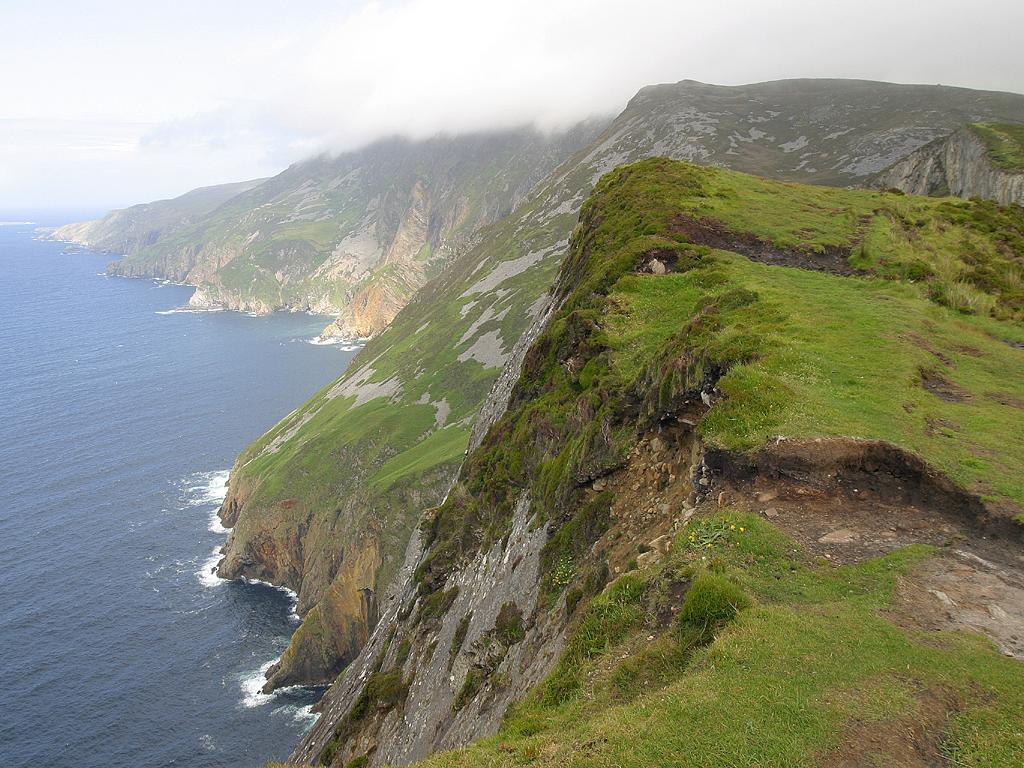
Widok w kierunku zachodnim.
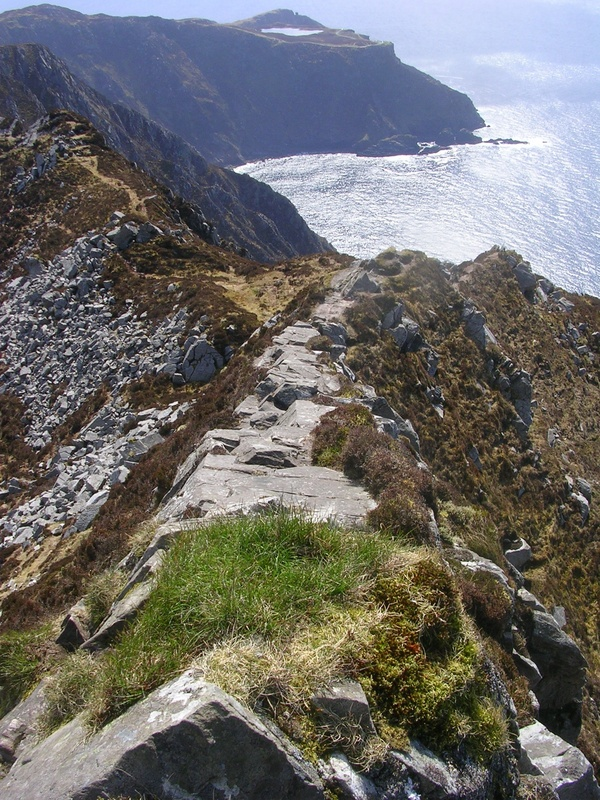
Widok z One Man Pass w kierunku Slieve League.